# Gerlacus Petri
Gerlacus Petri, eller Gerlach Peters, född 1378 och död 18 november 1411, var en nederländsk religiös förafattare.
Gerlacus Petri föddes i Deventer, och kom tidigt under inflytande av Det gemensamma livets bröder och blev sedermera medlem av klostret Windesheim vid Zwolle. Gerlacus Petri är bekant för sina uppbyggelseskrifter, Breviloquium och framför allt Soliloquium (utgavs 1616 på latin, och senare översatt i flera upplagor till tyska, franska och nederländska). Han har utövat stort teologiskt inflytande i vidare kretsar, och har därför kallats smeknamnet "den andre Thomas a Kempis".